# Ennerdale
Ennerdale este un oraș din provincia Gauteng, Africa de Sud.